# به فراسوی آسمان آبی برس
به فراسوی آسمان آبی برس، سیتن وا تسوکه (به ژاپنی: 青天を衝け Seiten wo Tsuke) نام یک مجموعه تلویزیونی تاریخی و شصتمین سری از فیلم‌های مجموعه تلویزیونی تایگا است. این مجموعه توسط ان‌اچ‌کی در سال ۲۰۲۱ میلادی پخش شده است. داستان این مجموعه در مورد زندگی شیبوساوا ایئیچی (زاده ۱۸۴۰ - درگذشته ۱۹۳۱) بازرگان، کارآفرین و صنعتگر ژاپنی است و این نقش توسط ریو یوشیزاوا ایفا می‌شود. داستان فیلم رابطه بین شخصیت‌های اصلی، شیبوساوا ایئیچی و توکوگاوا یوشینوبو، را روایت می‌کند.

## خلاصه فیلم
شیبوساوا ایچی در یک خانواده دهقانی متولد شد که دانه‌های نیل، ماده اولیه رنگرزی نیل را تولید می‌کردند و به پرورش غلات مشغول بودند. اگرچه او ذهن تیزهوشی دارد، اما به پسری بداخلاق تبدیل می‌شود که توسط بزرگترها و کسانی که اقتدار دارند مرعوب می‌شود. آیچی از پدرش، ایچیروئمون، که هوش تجاری بالایی داشت، آموخت و لذت تجارت را کشف کرد.
پس از آن، او قصد داشت برای سرنگونی شوگون‌سالاری یک میهن‌پرست شود، او اعتماد آخرین شوگون، توکوگاوا یوشینوبو را به دست‌آورد و به یک ملازم شوگون تبدیل شد. با این حال، حکومت شوگونی سقوط کرد و او به یک سامورایی بیکار (رونین) تبدیل شد. علاوه بر این، او مجبور شد برخلاف میل خود برای دولت میجی کار کند و در دنیای سیاسی به شدت درگیر شد. سرانجام در سن ۳۳ سالگی استعفا داد و غیرنظامی شد. از اینجا، به عنوان یک تاجر، موجی از اصلاحات بخش خصوصی آغاز می‌شود. بانکداری، بیمه، تولید کاغذ، ریسندگی، راه‌آهن، کشتیرانی، گاز، برق… این فیلم شیبوساوا ایئیچی را به تصویر می‌کشد که چیزهای مورد نیاز جهان را یکی پس از دیگری خلق می‌کند و پایه‌های ژاپن مدرن را می‌سازد.